# العلاقات البالاوية البولندية
العلاقات البالاوية البولندية هي العلاقات الثنائية التي تجمع بين بالاو وبولندا.

## مقارنة بين البلدين
هذه مقارنة عامة ومرجعية للدولتين:
| وجه المقارنة                                              | بالاو                         | بولندا                                                                             |
| --------------------------------------------------------- | ----------------------------- | ---------------------------------------------------------------------------------- |
| المساحة (كم2)                                             | 465                           | 312.68 ألف                                                                         |
| عدد السكان (نسمة)                                         | 21.73 ألف                     | 38.43 مليون                                                                        |
| الكثافة السكانية (ن./كم²)                                 | 4.67 ألف                      | 122.91                                                                             |
| العاصمة                                                   | نغيرولمود، كورور              | وارسو                                                                              |
| اللغة الرسمية                                             | لغة إنجليزية، اللغة البالاوية | اللغة البولندية                                                                    |
| العملة                                                    | دولار أمريكي                  | زلوتي بولندي                                                                       |
| الناتج المحلي الإجمالي (بليون دولار)                      | 291.54 مليون                  | 524.51 مليار                                                                       |
| الناتج المحلي الإجمالي (تعادل القوة الشرائية) بليون دولار | 326.12 مليون                  | 1.02 تريليون                                                                       |
| الناتج المحلي الإجمالي الاسمي للفرد دولار أمريكي          | 13.50 ألف                     | 12.55 ألف                                                                          |
| الناتج المحلي الإجمالي للفرد دولار أمريكي                 | 14.76 ألف                     | 26.14 ألف                                                                          |
| مؤشر التنمية البشرية                                      | 0.780                         | 0.843                                                                              |
| رمز المكالمات الدولي                                      | +680                          | +48                                                                                |
| رمز الإنترنت                                              | .pw                           | .pl                                                                                |
| المنطقة الزمنية                                           | ت ع م+09:00                   | توقيت وسط أوروبا، ت ع م+01:00، ت ع م+02:00، أوروبا/وارسو ‏، توقيت وسط أوروبا الصيفي |

## منظمات دولية مشتركة
يشترك البلدان في عضوية مجموعة من المنظمات الدولية، منها:
| علم المنظمة | اسم المنظمة                        | تاريخ انضمام بالاو | تاريخ انضمام بولندا |
| ----------- | ---------------------------------- | ------------------ | ------------------- |
|             | مؤسسة التنمية الدولية              | 16 ديسمبر 1997     | 28 أكتوبر 1960      |
|             | الأمم المتحدة                      | 15 ديسمبر 1994     | 24 أكتوبر 1945      |
|             | منظمة حظر الأسلحة الكيميائية       | ?                  | ?                   |
|             | مؤسسة التمويل الدولية              | 16 ديسمبر 1997     | 29 ديسمبر 1987      |
|             | وكالة ضمان الاستثمار متعدد الأطراف | 16 ديسمبر 1997     | 29 يونيو 1990       |
|             | يونسكو                             | 20 سبتمبر 1999     | 6 نوفمبر 1946       |
|             | البنك الدولي للإنشاء والتعمير      | 16 ديسمبر 1997     | 27 يونيو 1986       |

## وصلات خارجية
- موقع وزارة الخارجية البولندية